# Keyser Soze
Keyser Soze is een Nederlandse muziekproducent, bekend om zijn samenwerking met artiesten zoals Boef en Ashafar. Hij produceert nummer die met name passen in de genres die populair zijn binnen de Nederlandse hip-hop en rap.

## Discografie
De productiediscografie van Soze omvat diverse singles, voornamelijk in het genre van de hip-hop en rap. Enkele door hem geproduceerde werken zijn:
- Ashafar - Panamera
- Ashafar x MORAD - AMS - BCN
- Boef ft. Ashafar - Nooit thuis
- Boef ft. KA - Natte sokken
- Boef - Quarantaine sessie #3
- KA - Op de strip
- Lijpe - Geel paars groen